# Cal Guarro (Sant Andreu de la Barca)
Cal Guarro és una obra del municipi de Sant Andreu de la Barca (Baix Llobregat) inclosa en l'Inventari del Patrimoni Arquitectònic de Catalunya.

## Descripció
Es tracta d'una casa d'estructura moderna, de traçat simple i geomètric. Cal destacar la galeria que comunica els dos habitatges i el pati central, amb la mateixa finalitat que la galeria. Els diferents ulls de bou, a més del caràcter funcional, donen caràcter a l'edifici.